# Körperich
Körperich település Németországban, Rajna-vidék-Pfalz tartományban. Lakosainak száma 1122 fő (2023. december 31.).

## Népesség
A település népességének változása:
| Lakosok száma | 1062 | 1087 | 1078 | 1072 | 1097 | 1120 | 1122 |
|               | 1975 | 2014 | 2017 | 2019 | 2021 | 2022 | 2023 |